# August Kluckhohn
August Kluckhohn (Bavenhausen, ma Kalletal része, 1832. július 6. – München, 1893. május 19.) német történetíró.

## Életútja
Miután Heidelbergben Häussert és Göttingenben Waitzot hallgatta, 1858-ban a történelem docense lett és még ugyanezen év őszén Münchenbe ment, ahol a Historische Zeitschrift szerkesztésében állást kapott. Ugyanekkor a történelmi bizottság tagjai közé is lépett és Jámbor Frigyes pfalzi választófejedelem leveleit adta ki (1868-72, 2 kötet). 1865-ben a müncheni egyetemen a történelem rendkívüli tanára lett. 1883-ban pedig a göttingeni egyetem rendes történelmi tanszékére kapott meghívást, ahol haláláig működött. Értekezéseiből Heigel adott ki egy kötetet: Vorträge und Aufsätze (München, 1895).

## Jelesebb művei
- Die Geschichte des Gottesfriedens (Lipcse, 1857)
- Wilhelm III., Herzog von Bayern-München, der Protektor des Baseler Konzils (Forschungen z. deutschen Geschichte 2. kötet)
- Ludwig der Reiche, Herzog von Bayern-Landshut (Nördligen, 1865, a történelmi bizottság által koszoruzott pályamű)
- Friedrich der Fromme, Kurfürst von der Pfalz (uo. 1876-1879)
- Luise, Königin von Preussen (Berlin, 1876)
- Blücher (uo. 1879)